# Türkiye Kupası 1979/80
Die Türkiye Kupası 1978/79 war die 18. Auflage des türkischen Fußball-Pokalwettbewerbes. Der Wettbewerb begann am 2. September 1979 mit der 1. Hauptrunde und endete am 28. Mai 1980 mit dem Rückspiel des Finals. Im Endspiel trafen Galatasaray Istanbul und Altay Izmir aufeinander. Altay nahm zum zweiten Mal am Endspiel teil, Galatasaray zum achten Mal.
Afyon Demirspor, Elazığ İdman Yurdu, Erzincanspor (Amateure), Manisa Acar İdman Yurdu waren für diese Spielzeit gesperrt.

## 1. Hauptrunde
Die 1. Hauptrunde fand am 2. September 1979 statt.
|                        | Ergebnis |                          |
| ---------------------- | -------- | ------------------------ |
| Babaeskispor           | 2:1      | Keşanspor                |
| Bursa Güvenspor        | 5:1      | Bilecik Söğütspor        |
| Çarşambaspor           | 2:0      | Amasyaspor               |
| Hatayspor (Amateure)   | 5:0      | Bitlis Güzeldere Gençlik |
| Karsspor               | 2:0      | Artvin Hopaspor          |
| Kelkit Gençlerbirliği  | [1]3:0   | Çaykurspor               |
| Trabzon Gençlerbirliği | [1]3:0   | Fatsa Gençlik            |

Neben den oben genannten Siegern, gab es noch weitere 27 Sieger, bei denen jedoch nicht Spiele bekannt sind.

## 2. Hauptrunde
Die 2. Hauptrunde fand am 19. September 1979 statt.
|                                | Ergebnis              |                             |
| ------------------------------ | --------------------- | --------------------------- |
| Hatayspor                      | 4:0                   | Hatayspor (Amateure)        |
| Tokatspor                      | 4:0                   | Karsspor                    |
| Yeşilovaspor                   | 1:3                   | Ödemişspor                  |
| Trabzon Gençlerbirliği         | 2:3                   | Sivas Demirspor             |
| Çorumspor                      | 2:0                   | Erdemirspor                 |
| Konyaspor                      | 1:0                   | Muhafızgücü                 |
| Alibeyköy Adalet               | 2:0                   | Sakarya Donatımspor         |
| Beykozspor                     | 2:0                   | Tavşanlı Linyitspor         |
| Fatih Karagümrük               | 1:0                   | Fatih Karagümrük (Amateure) |
| Eskişehir Demirspor (Amateure) | 0:2                   | Düzcespor (Amateure)        |
| Kırklarelispor                 | 0:1                   | Bursa Güvenspor             |
| Izmir Tekelspor                | 3:2                   | Muğlaspor                   |
| Karşıyaka SK                   | 10:00                 | Kuşadası Gençlik            |
| Manisaspor                     | 1:1 n. V. (4:5 i. E.) | Izmirspor                   |

In der 2. Hauptrunde sind in den folgenden Partien die Sieger bekannt, jedoch nicht das Endergebnis:
- Adana Demirspor (Amateure) besiegt Kayseri Sümerspor.
- Gençlerbirliği Ankara besiegt Çankırı Demirspor.
- Tarsus İdman Yurdu besiegt Diyarbakır DSİ Bağlar Gençlik.
- Erzincanspor besiegt Giresun Gençlerbirliği.
- Erzurum 12 Mart Gençlik besiegt Kelkit Gençlerbirliği.
- Malatyaspor besiegt Niğdegücü.
- İçel Demirspor besiegt Adıyaman Gençlik.
- Sinopspor besiegt Çarşambaspor.
- Öz Van Gençlik besiegt Gaziantepspor (Amateure).
- Kütahyaspor besiegt Babaeskispor.

Burdur YSE Yurtspor erhielt ein Freilos und war für die nächste Runde qualifiziert.

## 3. Hauptrunde
Die 3. Hauptrunde fand vom 10. bis 11. Oktober 1979 statt.
|                         | Ergebnis              |                            |
| ----------------------- | --------------------- | -------------------------- |
| Elazığspor              | 2:0                   | Malatyaspor                |
| Erzincanspor            | 0:0 n. V. (5:3 i. E.) | Akçaabat Sebatspor         |
| Erzurumspor             | [1]3:0                | Öz Van Gençlik             |
| Boluspor                | 6:0                   | Balıkesirspor              |
| Burdur YSE Yurtspor     | 1:5                   | Denizlispor                |
| Mersin İdman Yurdu      | 0:0 n. V. (2:4 i. E.) | MKE Kırıkkalespor          |
| Samsunspor              | 5:0                   | Adana Demirspor (Amateure) |
| Tarsus İdman Yurdu      | 4:2 n. V.             | Çarşambaspor               |
| Tokatspor               | 1:0                   | Ankara Demirspor           |
| Alibeyköy Adalet        | 1:1 n. V. (4:3 i. E.) | Fatih Karagümrük           |
| Altınordu Izmir         | 1:1 n. V. (7:6 i. E.) | Ispartaspor                |
| Aydınspor               | 2:0                   | İzmir Tekelspor            |
| Düzcespor               | 1:0                   | Edirnespor                 |
| Eskişehir Demirspor     | 1:0                   | Vefa Istanbul              |
| Karşıyaka SK            | 3:0                   | Ödemişspor                 |
| Konya İdman Yurdu       | 4:2 n. V.             | İzmirspor                  |
| Kütahyaspor             | 0:1                   | Antalyaspor                |
| Lüleburgazspor          | 4:0                   | Karabükspor                |
| MKE Ankaragücü          | 6:2                   | Çorumspor                  |
| Sakaryaspor             | 3:2 n. V.             | Kocaelispor                |
| Sarıyer SK              | 1:0                   | Bursa Güvenspor            |
| Tekirdağspor            | 2:1                   | Beykozspor                 |
| Erzurum 12 Mart Gençlik | 2:2 n. V. (5:4 i. E.) | Giresunspor                |
| Düzcespor (Amateure)    | 0:2                   | Bandırmaspor               |
| İçel Demirspor          | 0:1                   | Sivas Demirspor            |
| Tutap Şekerspor         | 2:0                   | Hatayspor                  |
| Konyaspor               | 0:1                   | Tirespor                   |
| Sivasspor               | [1]2:0                | Gençlerbirliği Ankara      |

Urfaspor erhielt ein Freilos und war für die nächste Runde qualifiziert.

## 4. Hauptrunde
Die 4. Hauptrunde fand am 31. Oktober 1979 statt.
|                    | Ergebnis |                         |
| ------------------ | -------- | ----------------------- |
| Erzincanspor       | 2:0      | Tutap Şekerspor         |
| MKE Kırıkkalespor  | 4:1      | Sivasspor               |
| Lüleburgazspor     | 3:2      | Boluspor                |
| Sakaryaspor        | 1:0      | Antalyaspor             |
| Sarıyer SK         | 0:3      | Denizlispor             |
| Tarsus İdman Yurdu | 5:0      | Erzurum 12 Mart Gençlik |
| Tekirdağspor       | [1]3:0   | Aydınspor               |
| Düzcespor          | 2:0      | Altınordu Izmir         |
| Karşıyaka SK       | 0:1      | Bandırmaspor            |
| MKE Ankaragücü     | [1]3:0   | Şanlıurfaspor           |

Alibeyköy Adalet erhielt ein Freilos und war für die nächste Runde qualifiziert.
In der 4. Hauptrunde sind in den folgenden Partien die Sieger bekannt, jedoch nicht das Endergebnis:
- Erzurumspor besiegt Elazığspor.
- Tirespor besiegt Eskişehir Demirspor.
- Samsunspor besiegt Konya İdman Yurdu.
- Tokatspor besiegt Sivas Demirspor.

## 5. Hauptrunde
- Hinspiele: 14. November 1979
- Rückspiele: 5. Dezember 1979

|                | Gesamt    |                      | Hinspiel | Rückspiel |
| -------------- | --------- | -------------------- | -------- | --------- |
| Rizespor       | 2:3       | Orduspor             | 2:0      | 0:3       |
| Diyarbakırspor | 6:2       | Kayserispor          | 0:0      | 0:5       |
| Erzincanspor   | 3:2       | MKE Ankaragücü       | 2:0      | 1:2       |
| Erzurumspor    | 1:2       | Tarsus İdman Yurdu   | 1:0      | 0:2       |
| Trabzonspor    | 4:1       | Samsunspor           | 2:0      | 2:1       |
| Tokatspor      | 0:5       | Gaziantepspor        | 1:1      | 0:0       |
| Düzcespor      | 4:2       | MKE Kırıkkalespor    | 4:1      | 0:1       |
| Altay Izmir    | 5:1       | Alibeyköy Adalet     | 2:0      | [1]3:1    |
| Bursaspor      | 1:2       | Galatasaray Istanbul | 1:0      | 0:2       |
| Lüleburgazspor | 2:1       | Beşiktaş Istanbul    | 0:0      | [1]2:1    |
| Denizlispor    | 4:2       | Zonguldakspor        | 3:0      | 1:2       |
| Tekirdağspor   | (a)3:3(a) | Bandırmaspor         | 2:0      | 1:3       |
| Tirespor       | 1:2       | Sakaryaspor          | 1:0      | 0:2       |
| Adanaspor      | 2:3       | Adana Demirspor      | 1:0      | [1]1:3    |
| Göztepe Izmir  | 2:1       | Eskişehirspor        | [1]0:0   | 2:1       |

## Achtelfinale
- Hinspiele: 27. Januar 1980
- Rückspiele: 3. Februar 1980

|                     | Gesamt    |                      | Hinspiel | Rückspiel |
| ------------------- | --------- | -------------------- | -------- | --------- |
| Erzincanspor        | 4:3       | Sakaryaspor          | 3:0      | 1:3       |
| Adana Demirspor     | 3:2       | Göztepe Izmir        | 0:0      | [1]3:2    |
| Gaziantepspor       | 2:1       | Orduspor             | 2:1      | 0:0       |
| Kayserispor         | (a)2:2(a) | Altay Izmir          | 2:1      | [1]0:1    |
| Düzcespor           | 2:6       | Galatasaray Istanbul | 0:3      | 2:3       |
| Fenerbahçe Istanbul | 6:3       | Denizlispor          | 5:2      | 1:1       |
| Lüleburgazspor      | 3:2       | Tarsus İdman Yurdu   | 2:0      | 1:2       |
| Tekirdağspor        | 0:4       | Trabzonspor          | 0:1      | 0:3       |

## Viertelfinale
- Hinspiele: 5. März 1980
- Rückspiele: 19. März 1980

|                      | Gesamt    |                     | Hinspiel | Rückspiel |
| -------------------- | --------- | ------------------- | -------- | --------- |
| Erzincanspor         | 0:1       | Adana Demirspor     | 0:0      | 0:1 n. V. |
| Trabzonspor          | 1:2       | Altay Izmir         | 1:0      | 0:2       |
| Galatasaray Istanbul | 3:2       | Gaziantepspor       | 1:1      | 2:1 n. V. |
| Lüleburgazspor       | (a)1:1(a) | Fenerbahçe Istanbul | 0:0      | 1:1       |

## Halbfinale
- Hinspiele: 9. April 1980
- Rückspiele: 23. April 1980

|                 | Gesamt    |                      | Hinspiel | Rückspiel |
| --------------- | --------- | -------------------- | -------- | --------- |
| Adana Demirspor | (a)4:4(a) | Galatasaray Istanbul | 2:3      | 2:1       |
| Lüleburgazspor  | 1:6       | Altay Izmir          | 1:4      | 0:2       |

## Finale

### Hinspiel
| Paarung              | Altay Izmir – Galatasaray Istanbul |
| Ergebnis             | 1:0 (0:0) |
| Datum                | 14. Mai 1980 um 17:00 Uhr |
| Stadion              | Alsancak-Stadion, Izmir |
| Schiedsrichter       | İlyas Ayan |
| Tore                 | 1:0 Ümit Kayıhan (47.) |
| Altay Izmir          | Sait Denizaslan – Bilal Yaşar, Şeref İncirmen, Zafer Bilgetay, Kemal Dikmen – Alper Timur, Ümit Kayıhan, Nevruz Şerif, Mustafa Turgat – Murat Erbaşlar, Mustafa Denizli Cheftrainer: Ayfer Elmastaşoğlu           |
| Galatasaray Istanbul | Eser Özaltındere – Erdoğan Arıca, Güngör Tekin, Cüneyt Tanman, Fatih Terim – Orhan Akyüz, Metin Yıldız, Hasan Moralı, Turgay İnal – Metin Çekiçler, Kemal Yıldırım (70. Gökmen Özdenak) Cheftrainer: Tamer Kaptan |
| Gelbe Karten         | keine – Erdoğan Arıca |

### Rückspiel
| Paarung              | Galatasaray Istanbul – Altay Izmir |
| Ergebnis             | 1:1 (1:0) |
| Datum                | 28. Mai 1980 um 15:00 Uhr |
| Stadion              | Inönü-Stadion, Istanbul |
| Schiedsrichter       | Nihat Özbirgül |
| Tore                 | 1:0 Öner Kılıç (10.) 1:1 Mustafa Denizli (63., Elfmeter) |
| Galatasaray Istanbul | Eser Özaltındere – Erdoğan Arıca, Güngör Tekin, Fatih Terim, Cüneyt Tanman – Metin Yıldız, Turgay İnal, Hasan Moralı – Kemal Yıldırım (55. Gökmen Özdenak), Metin Çekiçler, Öner Kılıç (29. Müfit Erkasap) Cheftrainer: Tamer Kaptan |
| Altay Izmir          | Sait Denizaslan – Şeref İncirmen (88. Şeref İncirmen), Bilal Yaşar, Zafer Bilgetay, Kemal Dikmen – Ümit Kayıhan, Nevruz Şerif, Alper Timur, Mustafa Turgat – Mustafa Denizli, Murat Erbaşlar Cheftrainer: Ayfer Elmastaşoğlu         |
| Gelbe Karten         | Cüneyt Tanman, Metin Yıldız – Mustafa Turgat, Nevruz Şerif |

## Beste Torschützen
| Rang | Spieler             | Verein               | Tore |
| ---- | ------------------- | -------------------- | ---- |
| 1.   | Mustafa Denizli     | Altay Izmir          | 7    |
| 2.   | Müjdat Karanfilci   | Adana Demirspor      | 6    |
| 3.   | Murat Erbaşlar      | Altay Izmir          | 5    |
| 4.   | Kadir Berber        | Erzincanspor         | 4    |
| 5.   | Raşit Çetiner       | Fenerbahçe Istanbul  | 3    |
| 5.   | Musa Gabralı        | Lüleburgazspor       | 3    |
| 5.   | İbrahim Sokullu     | Galatasaray Istanbul | 3    |
| 8.   | Cengiz Akçay        | Trabzonspor          | 2    |
| 8.   | Mustafa Arabacıbaşı | Fenerbahçe Istanbul  | 2    |
| 8.   | Ahmet Yılmaz        | Gaziantepspor        | 2    |